# Frank Henenlotter
Frank Henenlotter est un réalisateur américain de films d'horreur né le 29 août 1950 à New York.

## Filmographie

### Réalisateur

#### Courts métrages
- 1972 : Slash of the Knife

#### Longs métrages
- 1982 : Frère de sang (Basket Case)
- 1988 : Elmer le remue-méninges (Brain Damage)
- 1990 : Frère de sang 2 (Basket Case 2)
- 1990 : Frankenhooker
- 1992 : Frères de sang 3 : La Progéniture (Basket Case 3)
- 2008 : Sex Addict (Bad Biology)
- 2010 : Herschell Gordon Lewis : The Godfather of Gore (documentaire)
- 2013 : That's Sexploitation! (documentaire)
- 2015 : Chasing Banksy
- 2018 : Boiled Angels : The Trial of Mike Diana